# Serikbolsyn Äbdildine
 (janvier 2020).
Si vous disposez d'ouvrages ou d'articles de référence ou si vous connaissez des sites web de qualité traitant du thème abordé ici, merci de compléter l'article en donnant les références utiles à sa vérifiabilité et en les liant à la section « Notes et références ».
Serikbolsyn Äbdildaouly Äbdildine (en kazakh : Серікболсын Әбділдаұлы Әбділдин ; en russe : Серикболсын Абдильдаевич Абдильдин, Serikbolsyn Abdildaïevitch Abdildine), né le 25 novembre 1937 à Qyzylkessek (kk) (RSS kazakhe) et mort le 31 décembre 2019 à Almaty (Kazakhstan), est un homme politique soviétique puis kazakh.

## Biographie
Serikbolsyn Äbdildine naît en 1937 dans le village de Qyzylkessek (kk), dans l'est de la République socialiste soviétique kazakhe. Il étudie à l'Institut vétérinaire d'Alma-Ata, où il obtient son diplôme en 1960.
Après ses études, il travaille d'abord pendant trois ans dans une ferme de la région de Semipalatinsk. À partir de 1963, il fréquente l'école supérieure de l'Institut vétérinaire d'Alma-Ata et entre 1966 et 1967, il y est employé comme assistant de recherche. Il occupe ensuite divers postes à la Commission nationale de planification de la RSS kazakhe.
En 1982, il est nommé premier vice-ministre de l'Agriculture de la RSS du Kazakhstan et en décembre 1985, il devient premier vice-président du Comité agricole national de la RSS. Il a occupé ce poste jusqu'en juillet 1987 avant de devenir représentant permanent de la République soviétique kazakhe au Conseil des ministres de l'Union soviétique.
En 1991, il devient secrétaire général du Parti communiste du Kazakhstan.
Après l'indépendance du Kazakhstan, le Parti communiste perd le pouvoir et le président Noursoultan Nazarbaïev prend la tête du pays : Äbdildine entre dans l'opposition. Il est candidat à l'élection présidentielle de 1999 (en). Avec une part de suffrages exprimés d'environ 12 %, il termine à la deuxième place. Après les élections générales de 1999, il est l'un des trois députés du Parti communiste au Majilis, où il siège à la Commission des Affaires étrangères, de la Défense et de la Sécurité.

## Distinctions
- Ordre de l'Insigne d'honneur
- Ordre du Drapeau rouge du Travail